# Alfa Romeo Giulietta (2010)
L'Alfa Romeo Giulietta è una berlina media compatta di segmento C prodotta dalla casa automobilistica italiana Alfa Romeo nello stabilimento di Cassino dal 2010 al dicembre 2020.

## Storia
Inizialmente nota con il nome di fabbrica Alfa Romeo ZAR Progetto 940, la Giulietta era stata precedentemente denominata pubblicamente col nome di Milano. Tale nome è stato successivamente sostituito già sul finire del 2009, durante la pubblicazione delle foto ufficiali distribuite alla stampa. Tale cambio di nome venne indicato come una direttiva dell'ultimo minuto atta a evitare eventuali attriti in un momento di chiusura dello storico stabilimento Alfa Romeo di Arese e del suo Centro Stile (con conseguente inglobamento presso il Centro Stile Fiat a Torino); inoltre si è così voluto celebrare con il nome Giulietta l'auto che in pratica ha il compito di festeggiare il centenario di Alfa Romeo, riproponendo un nome storico dell'automobilismo italiano (il nome Giulietta era già stato utilizzato in passato dalla casa per identificare altre due autovetture, rispettivamente la Giulietta del 1955 e la Giulietta del 1977). Il 2 dicembre 2009 sono state diffuse le foto ufficiali ed è stato aperto il sito web dedicato all'auto. La presentazione è avvenuta al salone dell'automobile di Ginevra nel marzo del 2010.
Il progressivo abbassamento dei limiti di emissione ha portato alla cessata produzione di molte motorizzazioni ormai fuori parametri a giugno 2019. Si prolungherà fino a settembre 2020 la produzione delle sole motorizzazioni 1.4 TJet 120 CV benzina e 2.0 JTDM2 diesel 170 CV TCT, mentre la data ufficiale di fine serie dell'auto è riportata a marzo 2021 con l'uscita di scena del 1.6 JTDM diesel 120 CV, nonostante la produzione sia terminata nel 2020. Sino al 2019, ne erano stati fabbricati 469.067 esemplari.
Alla fine della carriera il totale degli esemplari fabbricati ammonta a 482.150.

## Stile

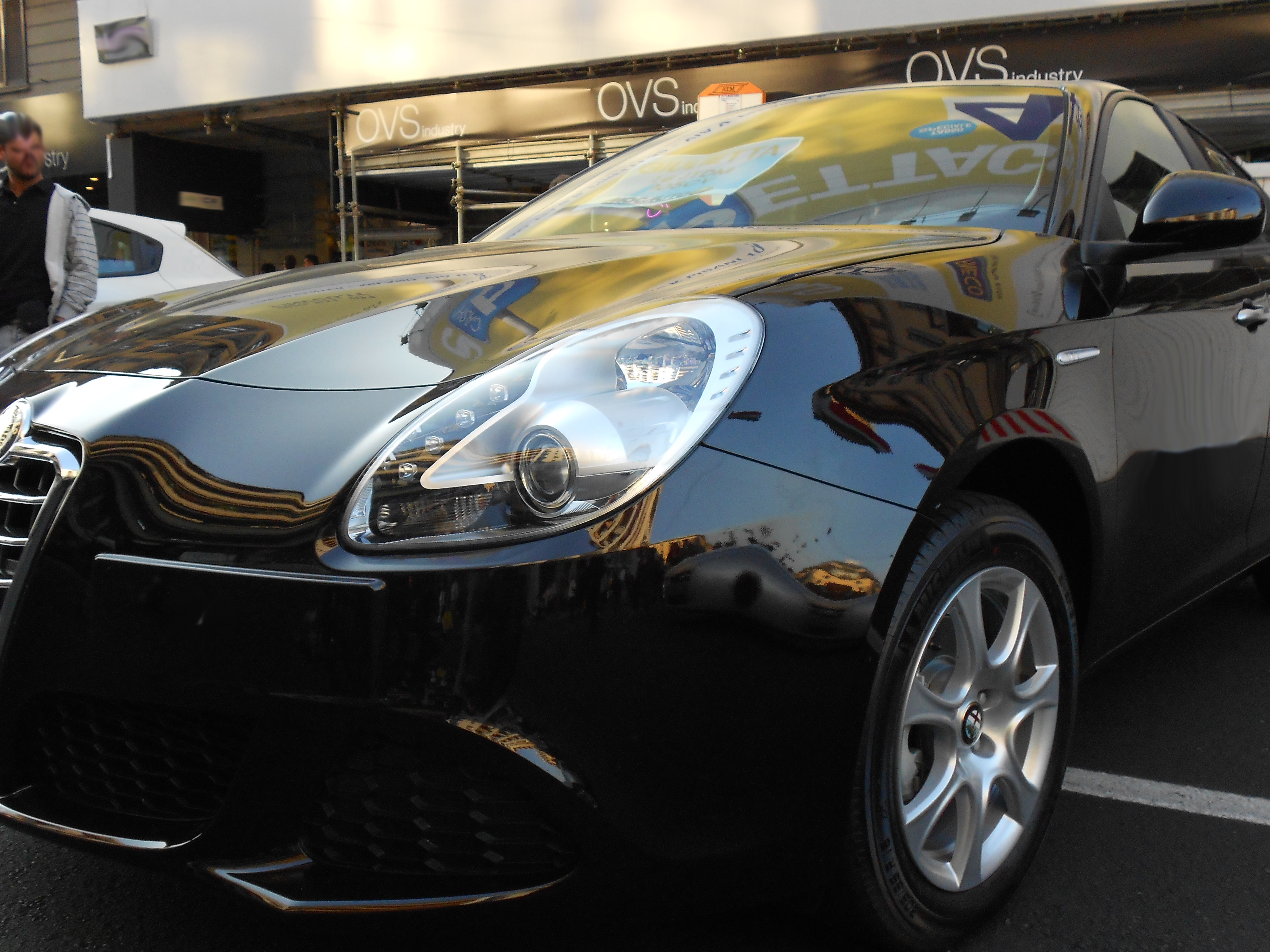
Particolare dei gruppi ottici anteriori

La Giulietta, disegnata dal Centro Stile Alfa Romeo sotto la supervisione di Lorenzo Ramaciotti, riprende il nuovo canone stilistico avviato da Alfa Romeo con la 8C Competizione e proseguito con la MiTo, avvalendosi però di un nuovo trilobo frontale, nettamente più largo e massiccio, e con uno scudetto per la prima volta "sospeso", ovvero separato dalla carrozzeria attraverso uno spazio vuoto intorno alla cromatura.
La fiancata si presenta tondeggiante, ma al tempo stesso filante, grazie alle nervature presenti sia anteriormente che posteriormente. I fari sono composti da luci a tecnologia LED e riprendono spunti dai modelli precedenti: in particolare i fari posteriori ricordano un incrocio tra quelli tondeggianti della MiTo e quelli orizzontali della 147. Presenta inoltre un minimo accenno di coda tronca.

### Interni

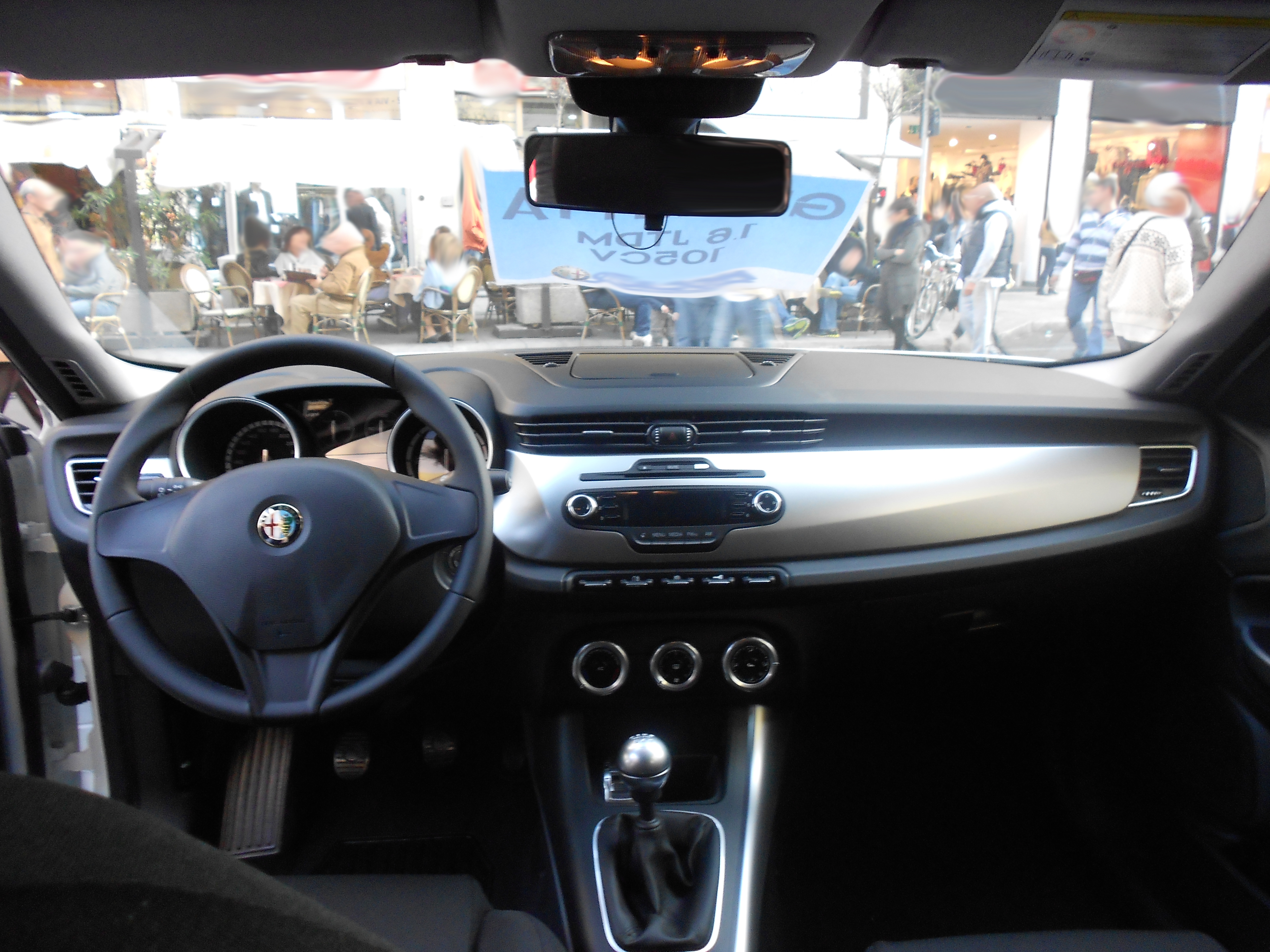
Abitacolo di una Giulietta

Gli interni si distaccano totalmente da quanto visto nelle Alfa Romeo di allora più recente produzione, ispirandosi invece alle progenitrici degli anni 1950 e 1960 quali Giulietta e Giulia: la plancia, non più rivolta verso il guidatore, è composta da materiali in plastica morbida, mentre le versioni di punta possono avere anche inserti in alluminio; il quadro strumenti richiama invece, per il contagiri e il tachimetro, lo stile già visto sulla 156.
A richiesta è presente un navigatore satellitare a estrazione dalla plancia, con la pulsantiera per i comandi secondari posta in basso sulla plancia che ricorda quella della 8C Competizione. Sotto il climatizzatore è ubicato il manettino del sistema Alfa Romeo DNA. Il bagagliaio ha una forma regolare e ben sfruttabile, con una volumetria di 350 litri, valore in linea con gli standard della categoria.

## Meccanica

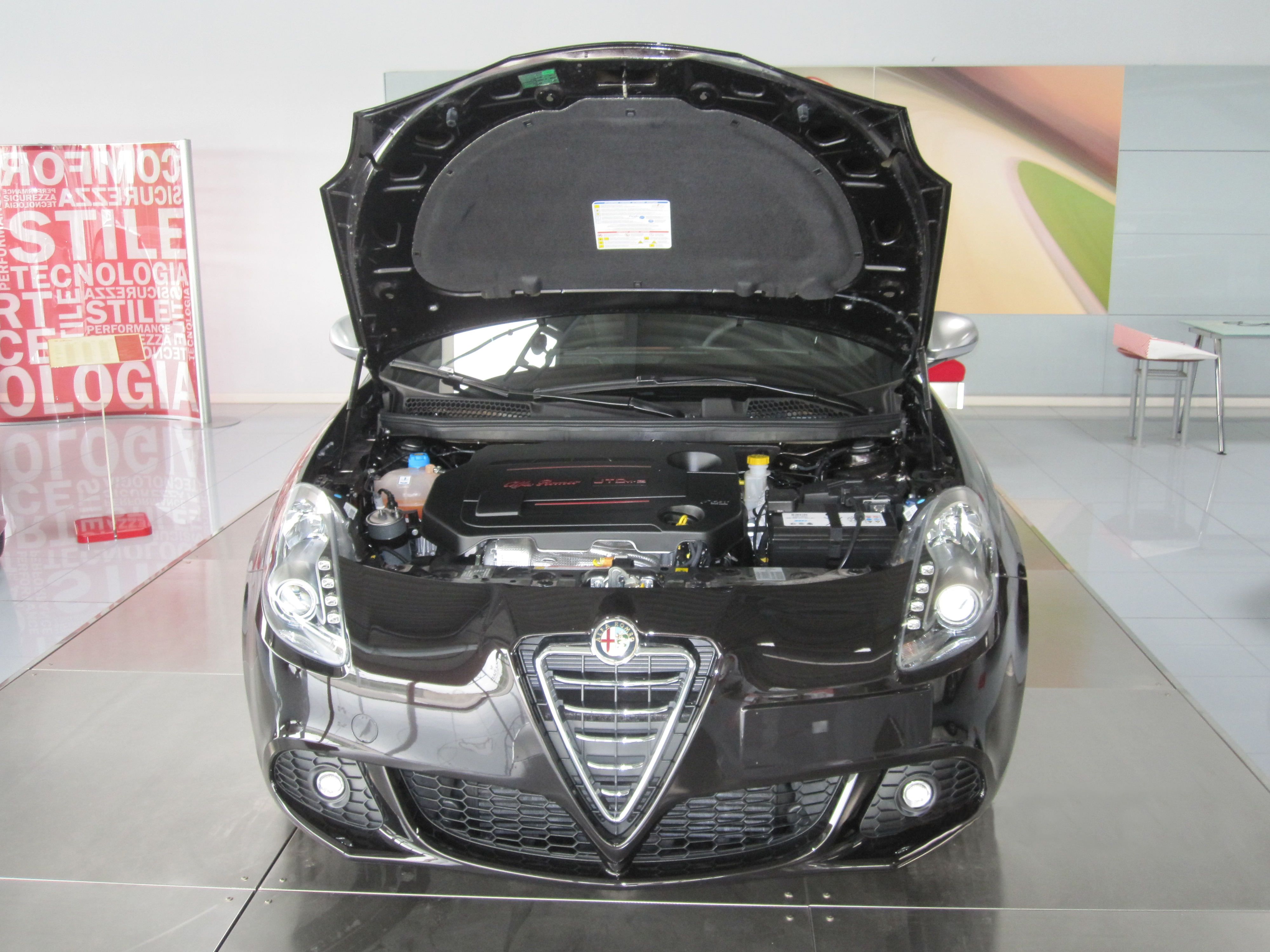
Dettaglio di una Giulietta con il motore JTDm-2

La Giulietta è una berlina a due volumi (come la precedente 147, di cui è la sostituta). Viene realizzata sul nuovo telaio di base denominato Compact con motore in posizione trasversale.
La trazione è anteriore, e le sospensioni all'avantreno configurate secondo lo schema a ruote indipendenti con montante telescopico in alluminio tipo MacPherson, mentre al retrotreno è presente uno schema a ruote indipendenti del tipo Multilink a tre bracci in alluminio con barra stabilizzatrice. Un'altra novità consiste nel servosterzo elettrico dual pinion: il motore elettrico che realizza la servoassistenza non agisce sull'asse di sterzo, ma è ingranato direttamente sulla cremagliera, permettendo di coniugare il basso assorbimento di energia (tipico dello sterzo elettrico) con la precisione di quello idraulico, perché elimina la sensazione artificiale e l'impressione di "scarsa fedeltà" delle precedenti versioni di questo tipo di servocomando.

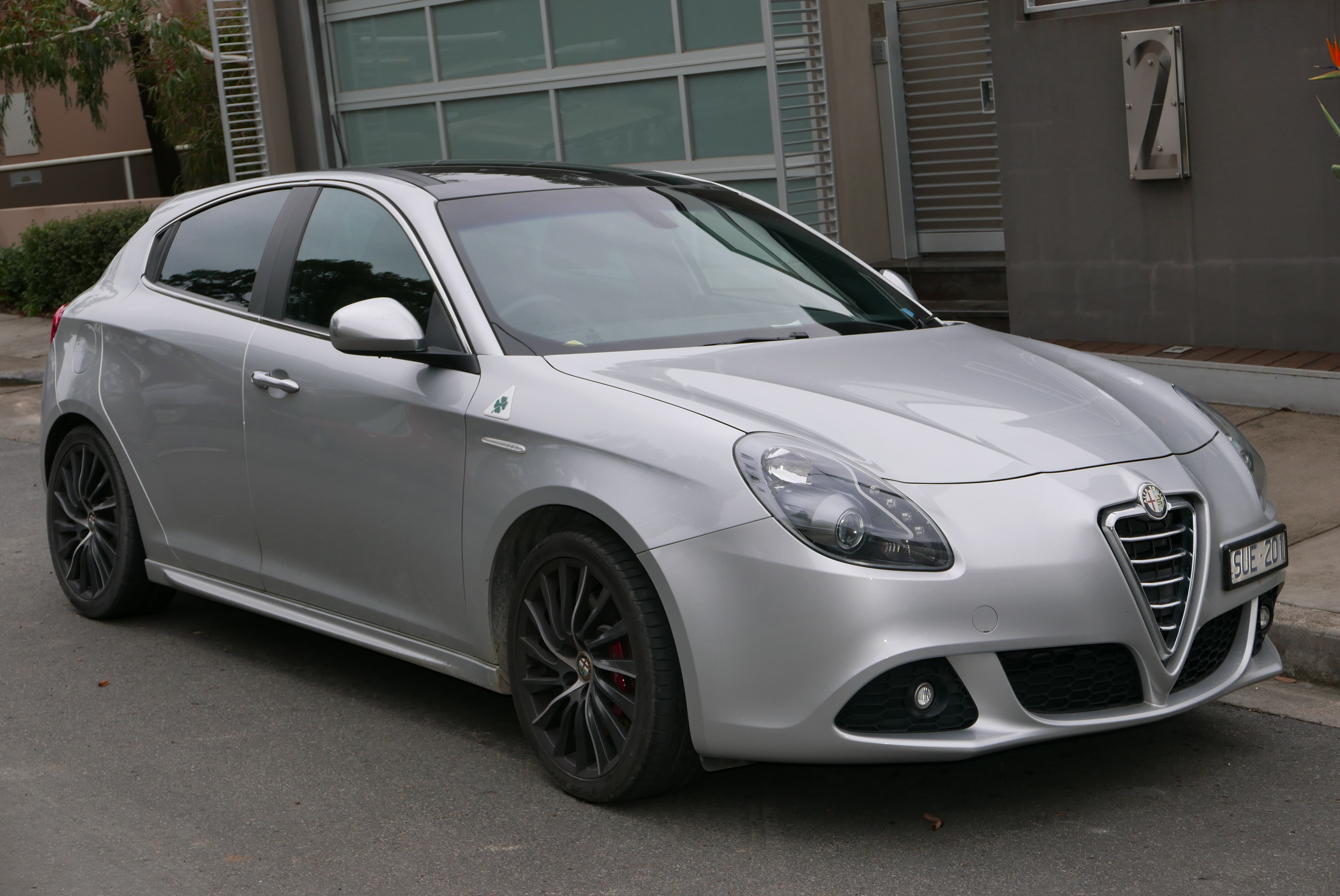
Alfa Romeo Giulietta QV

Su tutte le versioni è previsto, di serie, il sistema di controllo Alfa Romeo VDC con funzione di differenziale a slittamento limitato E-Q2 ("Electronic Q2"), senza il differenziale di tipo meccanico Torsen. Il sistema sfrutta i sensori dell'impianto frenante per realizzare un comportamento molto simile a quello di un differenziale a slittamento limitato. In condizioni di accelerazione in curva, quando la ruota interna (più scarica) tende a pattinare, l'impianto frenante anteriore agisce su quest'ultima, incrementando così la coppia inviata alla ruota esterna (più caricata), evitando il sottosterzo e aumentando la trazione. Il sistema ripartisce la coppia tra le ruote motrici in modo dinamico e continuo a seconda delle condizioni di guida e del fondo stradale. In caso di condizioni di aderenza differenti sulle due ruote motrici, l'E-Q2 frena la ruota che tende a pattinare e permette di inviare la coppia motrice alla ruota che ha aderenza maggiore consentendo al veicolo di mantenere la motricità.

### Sicurezza
La vettura si è dimostrata estremamente sicura durante le prove d'impatto Euro NCAP a cui è stata sottoposta nel maggio del 2010. La Giulietta ha ottenuto il punteggio massimo di 5 stelle e ottimi rating specifici, risultando in quel momento la berlina media più sicura di sempre. Il 27 gennaio 2011 la stessa Euro NCAP ha premiato la Giulietta come una delle 5 auto più sicure del 2010, in particolare come vettura più sicura nella categoria Small Family. Secondo i dati EuroNCAP l'Alfa Romeo Giulietta è attualmente (primo trimestre 2013) l'auto più sicura della sua categoria ed è rimasta per tre anni, con un risultato di 97 su 100, l'auto più sicura in Europa per pilota e guidatore fino al 2013, quando il primato le è stato tolto, con un risultato di 98 su 100, dalla Volvo V40. È inoltre fra le auto più sicure per la protezione bambini (85 punti su 100) e nei confronti dei pedoni (65 punti su 100). La vettura è stata anche sottoposta a controlli e verifiche sui dispositivi di sicurezza attiva (dispositivi di sicurezza assistita) totalizzando 86 punti su 100, punteggio superato solo dalla V40 nel 2013.
Il modello 2016 è stato sottoposto a un nuovo test Euro NCAP nel 2017 totalizzando un punteggio di 3 stelle su 5. La riduzione rispetto al precedente test è dovuta all'assenza dei sistemi di sicurezza attivi e passivi più moderni, quali cofano attivo, AEB per i pedoni, AEB urbano e extraurbano, limitazione di velocità e sistema di assistenza per il mantenimento della corsia (lane assist).

## Evoluzione

### Restyling 2013

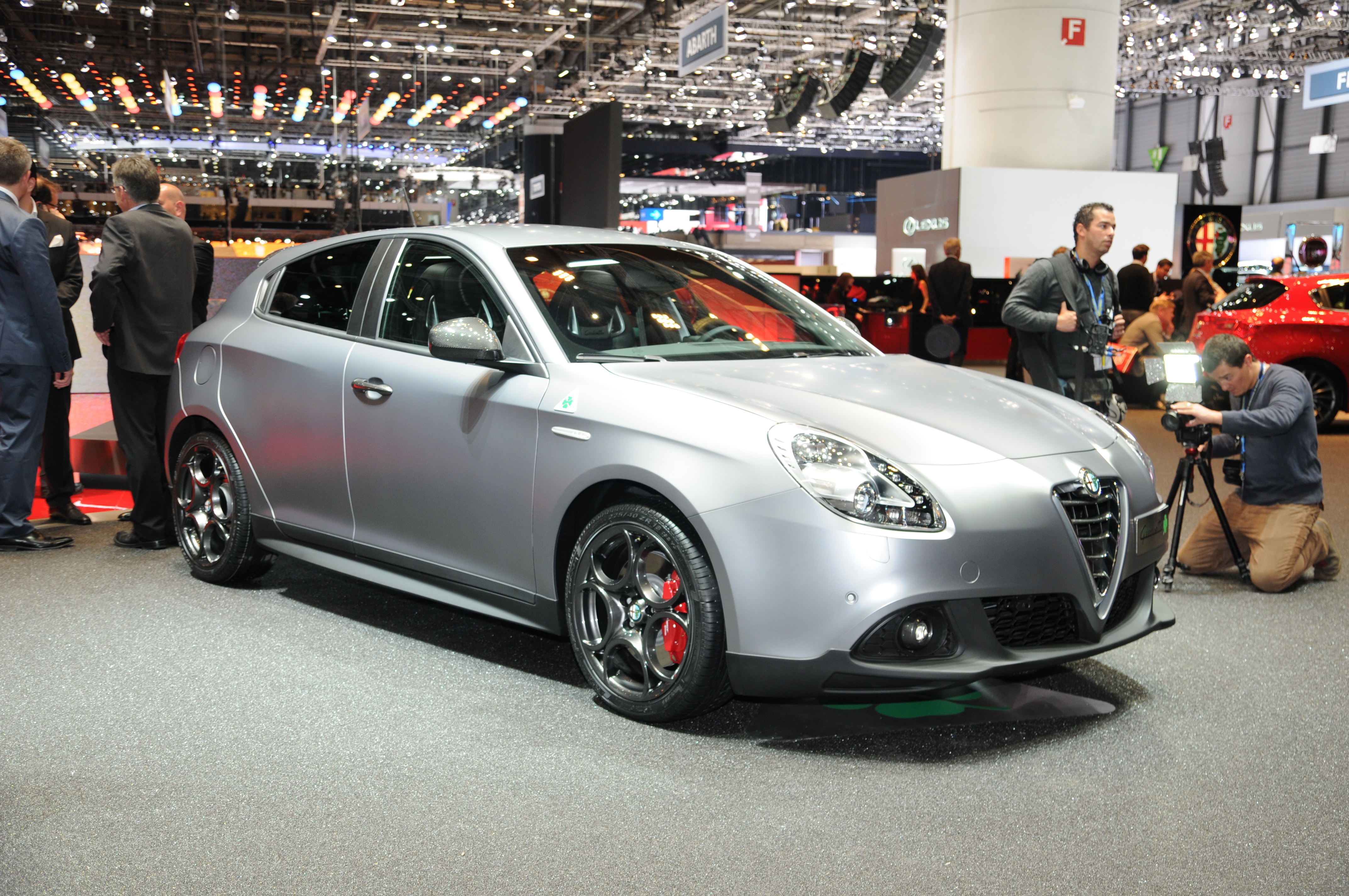
Una Giulietta restyling del 2013 in allestimento Quadrifoglio Verde

Nel settembre 2013 la vettura riceve un restyling che consiste in lievi ritocchi estetici al frontale, concentrati sui fendinebbia (ora con cornice cromata) e sullo scudetto, quest'ultimo viene ridisegnato ed è l'intervento più evidente negli esterni. Gli interni ricevono aggiornamenti maggiori, nuovo volante a "V" e plancia centrale ridisegnata, la vecchia strumentazione con tasti a bilanciere vengono sostituiti da una console interattiva con schermo touch da 5 pollici o in alternativa con navigatore touch integrato da 6,5 pollici di nuova generazione e nuovi dispositivi di connettività aggiornati fra i quali l'Uconnect. Nuovi materiali, nuove lavorazioni delle superfici e nuove combinazioni cromatiche e la possibilità di personalizzare il colore della cornice che avvolge la plancia dell'abitacolo, anch'essa ridisegnata.

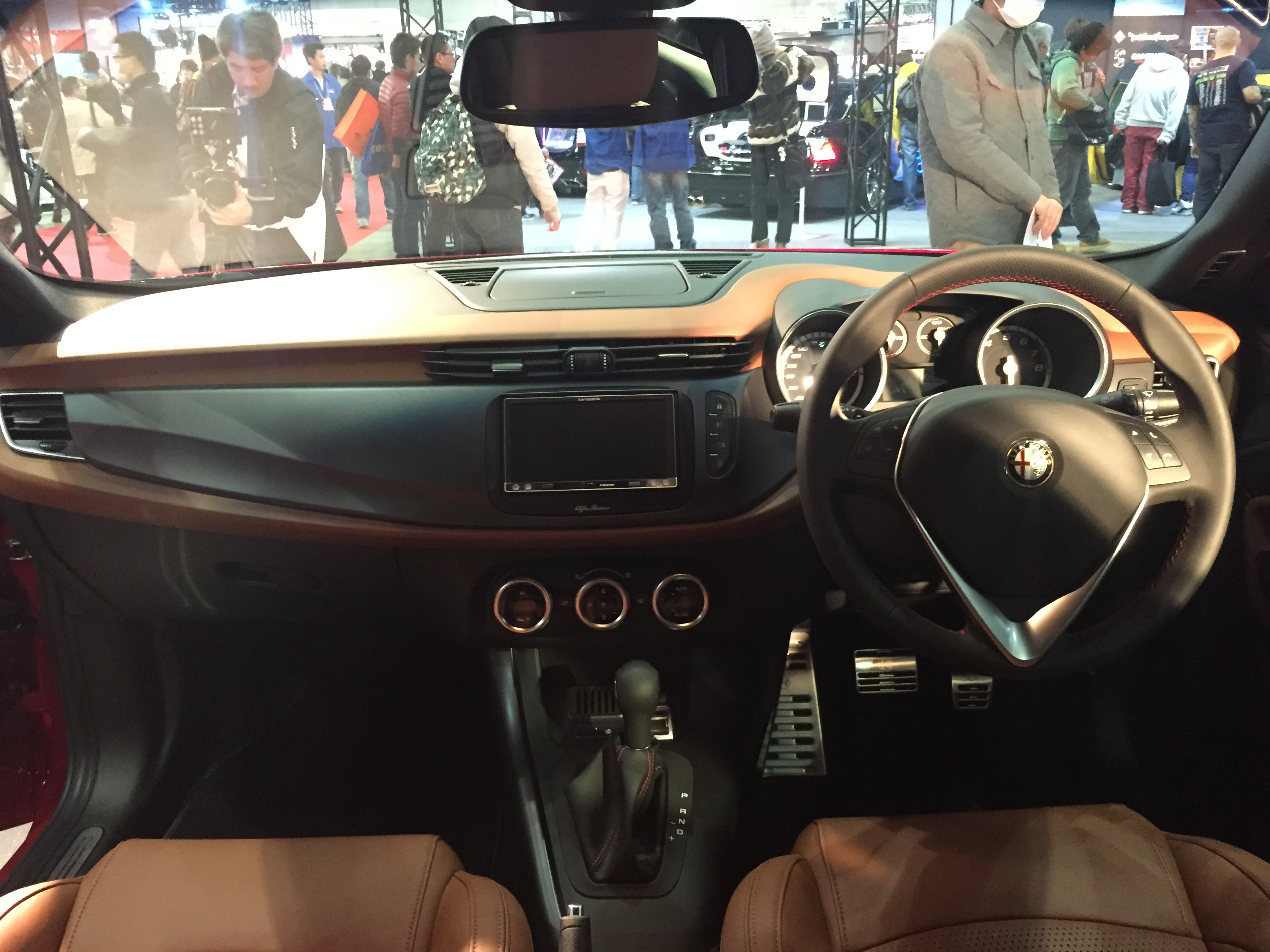
Interni di una Giulietta Restyling 2014

Con il restyling, Alfa Romeo coglie l'occasione di dotare la Giulietta di un motore diesel di nuova generazione denominato JTDm2: il 2.0 di terza generazione presenta migliorie che permettono di guadagnare maggiore potenza e minori consumi, senza intervenire sulla geometria. Il motore, che ora guadagna 10 CV, utilizza nuovi iniettori che consentono un'erogazione del carburante più precisa.  Questa precisione è data da un'inedita servo-valvola idraulica bilanciata che consente di gestire fino a 8 iniezioni per ciclo. Si tratta inoltre di un sistema di iniezione molto più semplice che riduce le emissioni e migliora la silenziosità del motore oltre che il rendere più piacevole e fluida la guida. Viene inoltre aggiornato il motore diesel 2.0 170 CV che guadagna 5 CV, ora dotato solamente di cambio a doppia frizione TCT.
Nel corso del secondo semestre del 2015 vengono messi in listino il motore diesel 1.6 120 CV Euro VI, gli allestimenti Competizione e Sprint Speciale, e tutta la gamma viene convertita agli standard Euro VI.

### Restyling 2016

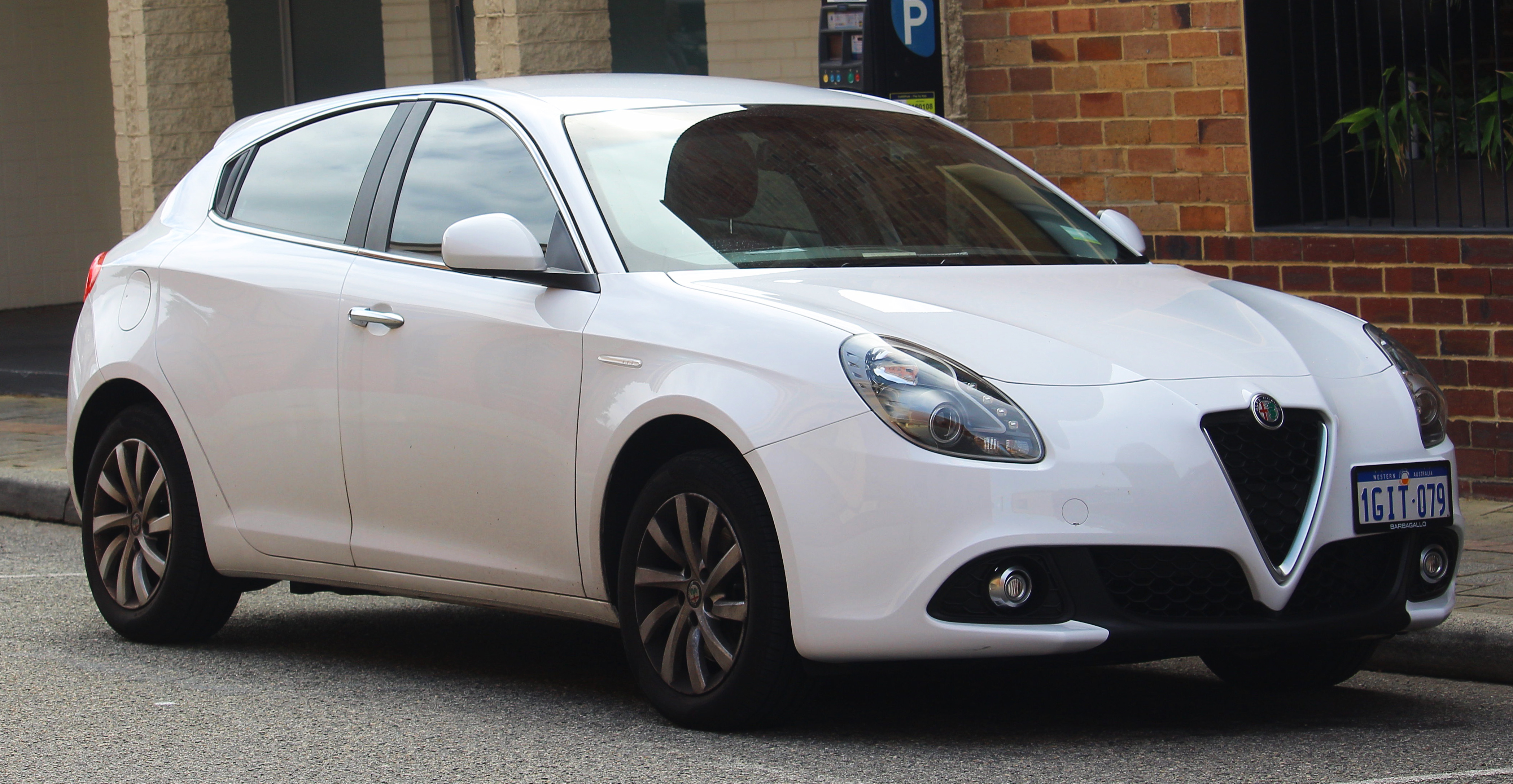
Una Giulietta restyling del 2016

Al salone di Ginevra del 2016 viene presentato il secondo restyling della carriera della Giulietta; il rinnovamento più evidente è nel frontale, dove lo scudetto Alfa Romeo viene ridisegnato secondo il nuovo family feeling introdotto nei mesi precedenti dalla Giulia, e viene aggiunta una modanatura nera sulla parte bassa del paraurti. Più contenute le modifiche riguardanti il posteriore, che ospita la scritta «GIULIETTA» in nuovi caratteri nonché adotta, così come all'anteriore, il nuovo marchio della casa. Contestualmente viene ristrutturato il listino introducendo nuove versioni: la base Giulietta, la Super, la Business e la Veloce (quest'ultima sostituisce la Quadrifoglio Verde non più presente in gamma).
Sul versante meccanico viene presentato il motore 1.6 Multijet 120 CV abbinato alla trasmissione TCT a doppia frizione a secco con rapporti specifici. Per quanto concerne l'infotainment di bordo, viene migliorato il sistema multimediale (da 5" o da 6,5") ora abbinato anche a funzionalità collegate ai social network e ai parametri del propulsore (servizi Live); viene anche modificata la grafica del cruscotto e gli abbinamenti interni. Sul versante estetico sono inoltre introdotti nuovi cerchi in lega, dei nuovi fari bruniti con logo della casa, e dei profili di colore rosso sui paraurti riservati ai modelli Veloce o con apposito pack.

### Model Year 2019

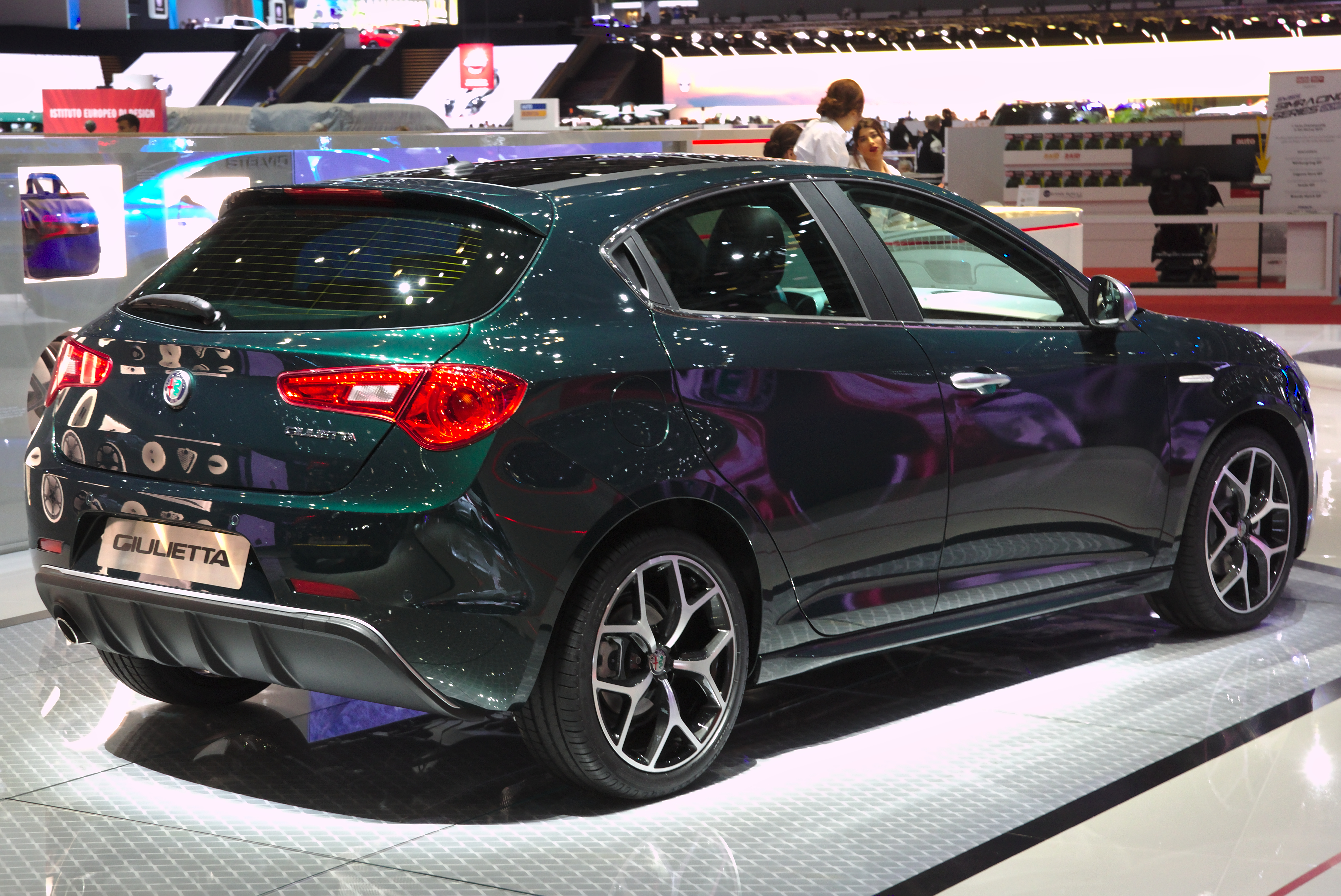
Una Giulietta Model Year 2019

A febbraio 2019 viene annunciato un piccolo aggiornamento, presentato poi ufficialmente a marzo durante il salone di Ginevra, che porta in dote alcune modifiche estetiche tra cui: nuova griglia frontale, fascioni dei paraurti, cerchi e colorazioni. Modifiche di dettaglio hanno interessato anche agli interni e le finiture, a cui si accompagna una razionalizzazione degli allestimenti.
Più incisive le novità a livello meccanico con un aggiornamento e semplificazione della gamma motori, ora omologati tutti Euro 6D: un 1.4 turbo benzina da 120 CV, un Multijet da 1.6 litri con 120 CV o da 2.0 litri con 170 CV.
La produzione termina nello stabilimento di Cassino il 22 dicembre 2020, senza venire sostituita; tuttavia la vettura rimane a listino fino all'estate del 2021 per smaltire gli stock in giacenza. In Australia viene realizzata un'edizione speciale limitata a 35 esemplari, dotata di guida a destra e scarico sportivo, chiamata "Edizione Finale".

## Motorizzazioni
| Alfa Romeo Giulietta                                               | Alfa Romeo Giulietta                          | Alfa Romeo Giulietta       | Alfa Romeo Giulietta             | Alfa Romeo Giulietta | Alfa Romeo Giulietta                | Alfa Romeo Giulietta                   | Alfa Romeo Giulietta | Alfa Romeo Giulietta | Alfa Romeo Giulietta | Alfa Romeo Giulietta |
| Modello                                                            | Disponibilità                                 | Codice Motore              | Motore                           | Cilindrata cm³       | Potenza kW (CV)/rpm                 | Coppia max N·m/rpm                     | Emissioni CO2 (g/km) | 0–100 km/h (secondi) | Velocità max (km/h)  | Consumo medio (km/l) |
| ------------------------------------------------------------------ | --------------------------------------------- | -------------------------- | -------------------------------- | -------------------- | ----------------------------------- | -------------------------------------- | -------------------- | -------------------- | -------------------- | -------------------- |
| 1.4 Turbo 16V 105                                                  | da febbraio 2012 a dicembre 2016              | 940B1000 940B8000          | 4 cilindri in linea, Benzina     | 1.368                | 77 (105)/5.000                      | 220/1.750                              | 149                  | 10,6                 | 185                  | 15,6                 |
| 1.4 Turbo 16V 120                                                  | dal debutto a settembre 2020                  | 198A4000 940B7000          | 4 cilindri in linea, Benzina     | 1.368                | 88 (120)/5.000                      | 220/1.750                              | 149                  | 9,4                  | 195                  | 15,6                 |
| 1.4 Turbo 16V 120 GPL                                              | da febbraio 2012 a giugno 2019                | 198A4000                   | 4 cilindri in linea, Benzina/GPL | 1.368                | 88 (120)/5.000                      | 220/1.750                              | 149 134 (GPL)        | 10,3                 | 195                  | 15,6-12,01 (GPL)     |
| 1.4 MultiAir Turbo 16V 150                                         | da ottobre 2014 a giugno 2019                 | 940C2000                   | 4 cilindri in linea, Benzina     | 1.368                | 110 (150)/5.500                     | 250/2.500                              | 127                  | 8,2                  | 210                  | 18,2                 |
| 1.4 MultiAir Turbo 16V 170                                         | dal debutto a dicembre 2015                   | 940A2000                   | 4 cilindri in linea, Benzina     | 1.368                | 125 (170)/5.500                     | 250/2.500                              | 134                  | 7,8                  | 218                  | 17,2                 |
| 1.4 MultiAir Turbo 16V 170 TCT (cambio a doppia frizione)          | da giugno 2011 a giugno 2019                  | 940A2000                   | 4 cilindri in linea, Benzina     | 1.368                | 125 (170)/5.500                     | 250/2.500                              | 121                  | 7,7                  | 218                  | 19,2                 |
| 1750 TBi 16V 235                                                   | dal debutto a dicembre 2013                   | 940A1000                   | 4 cilindri in linea, Benzina     | 1.742                | 173 (235)/5.500                     | 340/1.900                              | 177                  | 6,8                  | 242                  | 13,2                 |
| 1750 TBi 16V 240 TCT (cambio a doppia frizione)                    | da aprile 2014 a giugno 2019                  | 940B2000 960A1000          | 4 cilindri in linea, Benzina     | 1.742                | 177 (240)/5.750                     | 340/2.000                              | 157                  | 6,0                  | 244                  | 14,3                 |
| Squadra Corse 1750 TBi 16V 285 TCT (cambio a doppia frizione)      | dal 2015 (edizione limitata per il Sudafrica) | 940B2000 960A1000          | 4 cilindri in linea, Benzina     | 1.742                | 210 (285)/5.750                     | 380/2.000                              | 162                  | 5,9                  | 250                  | 14,3                 |
| 1.6 JTDm 16V 105                                                   | dal debutto a settembre 2015                  | 940A3000                   | 4 cilindri in linea, Diesel      | 1.598                | 77 (105)/4.000                      | 280/1.600 (normal) 320/1.800 (dynamic) | 114                  | 11,3                 | 185                  | 22,7                 |
| 1.6 JTDm2 16V 120                                                  | da maggio 2015 a marzo 2021                   | 55280444 940C1000 940C5000 | 4 cilindri in linea, Diesel      | 1.598                | 88 (120)/4.000                      | 280/1.600 (normal) 320/1.800 (dynamic) | 103                  | 10                   | 195                  | 23                   |
| 1.6 JTDm 16V 120 TCT (cambio a doppia frizione)                    | da febbraio 2016 a marzo 2021                 | 940C1000 940C5000          | 4 cilindri in linea, Diesel      | 1.598                | 88 (120)/3.750                      | 280/1.600 (normal) 320/1.800 (dynamic) | 103                  | 10,2                 | 195                  | 25,6                 |
| 2.0 JTDm 16V 140                                                   | da novembre 2010 a ottobre 2013               | 940A5000                   | 4 cilindri in linea, Diesel      | 1.956                | 103 kW (140 CV) a 3.750 giri/min    | 350/1.500                              | 119                  | 9,0                  | 205                  | 22,2                 |
| 2.0 JTDm2 16V 150                                                  | da agosto 2013 a giugno 2019                  | 940B5000 940C3000          | 4 cilindri in linea, Diesel      | 1.956                | 110 (150)/3.750 (posizione dinamic) | 380/1.750 (dynamic) 320/1.500 (normal) | 110                  | 8,8                  | 210                  | 23,8                 |
| 2.0 JTDm 16V 170                                                   | dal debutto a dicembre 2013                   | 55283099 940A4000          | 4 cilindri in linea, Diesel      | 1.956                | 125 (170)/4.000                     | 350/1.750 (dynamic) 320/1.500 (normal) | 124                  | 8,0                  | 218                  | 21,3                 |
| 2.0 JTDm 16V 170 TCT (cambio a doppia frizione)                    | da giugno 2011 a ottobre 2013                 | 940A4000                   | 4 cilindri in linea, Diesel      | 1.956                | 125 (170)/4.000                     | 350/1.750 (dynamic) 320/1.500 (normal) | 119                  | 7,9                  | 219                  | 22,2                 |
| 2.0 JTDm 16V 170 TCT Veloce (cambio a doppia frizione)             | da febbraio 2019 a settembre 2020             | 940B4000                   | 4 cilindri in linea, Diesel      | 1.956                | 125 (170)/3.750                     | 350/1.750 (dynamic) 320/1.500 (normal) | 130                  | 8,0                  | 220                  | 20,4                 |
| 2.0 JTDm 16V 175 TCT Sprint/Sport/Super (cambio a doppia frizione) | da febbraio 2014 a giugno 2019                | 940B4000                   | 4 cilindri in linea, Diesel      | 1.956                | 129 (175)/3.750                     | 350/1.750 (dynamic) 320/1.500 (normal) | 113 (116 Euro 5)     | 7,8                  | 219                  | 23,3 (22,8 Euro 5)   |

## Attività sportiva

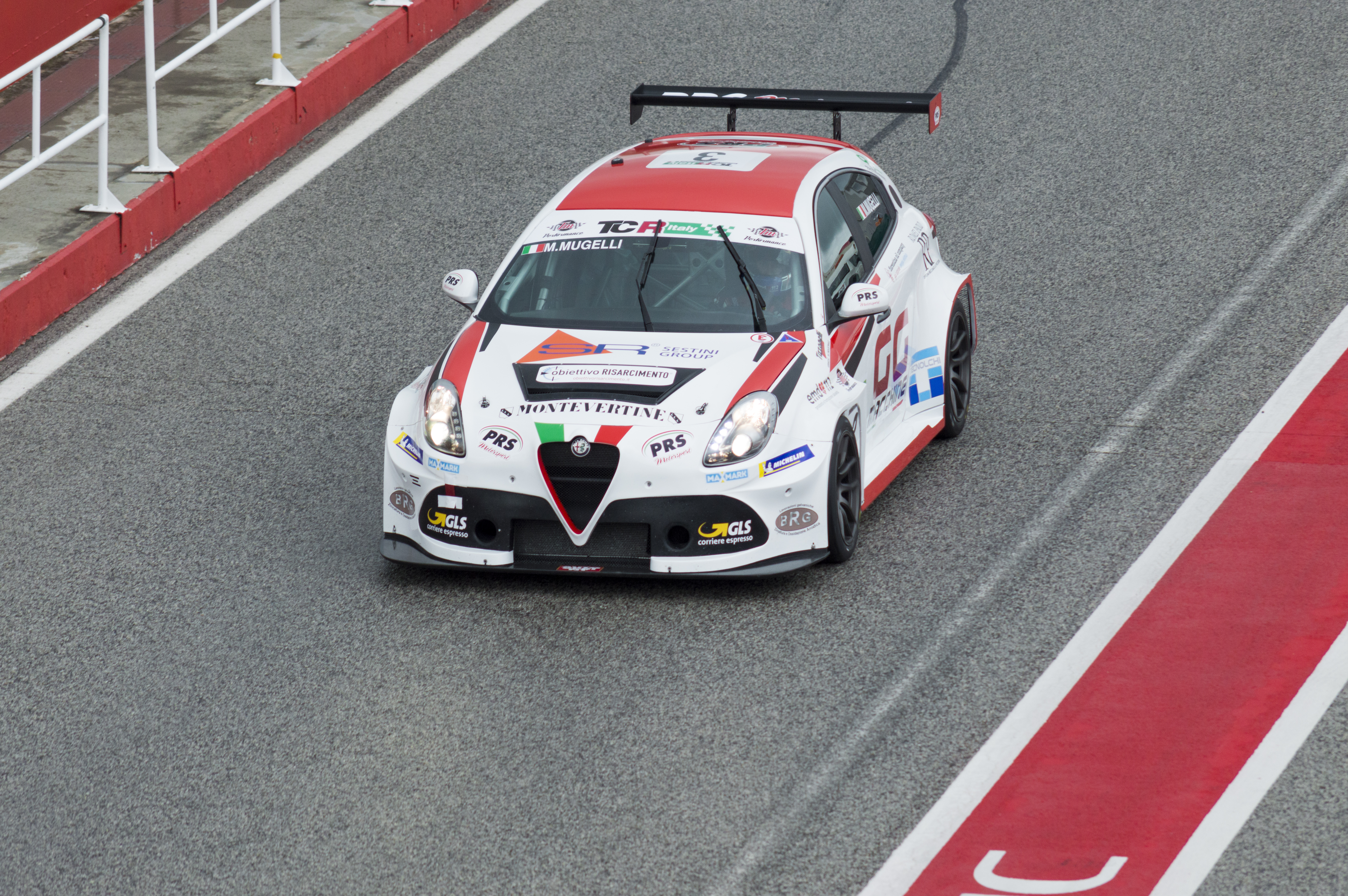
Massimiliano Mugelli durante il TCR Italy 2019 a Misano

L'Alfa Romeo Giulietta Quadrifoglio Verde è stata utilizzata come safety car nel Campionato Mondiale Superbike 2010 (tranne che nei round degli Stati Uniti, dove per ragioni di marketing, sono state utilizzate la Dodge Challenger SRT e alcuni Pick Up Ram in quanto la Giulietta non veniva venduta negli Stati Uniti).
Una Giulietta con specifiche NGTC ha partecipato ad alcune gare del British Touring Car Championship 2018 con il team Handy Motorsport, ottenendo una vittoria.
Nel 2015 la Romeo Ferraris ha iniziato a lavorare ed elaborare in privato, senza il coinvolgimento ufficiale dell'Alfa Romeo, a una versione da competizione della Giulietta per correre nel campionato TCR International Series, presentandosi con la scuderia Mulsanne Racing e con alla guida Michela Cerruti per le prime due gare della stagione 2016. Per la stagione 2016 il motore è stato messo a punto per erogare 330 CV.
Nel 2017 si sono uniti alla Romeo Ferraris i piloti Davit Kajaia e Dusan Borković, che hanno corso l'intera stagione TCR, ottenendo tre vittorie in Georgia, Bahrein e al Salzburgring.
Nel 2018 il team Mulsanne Racing ha inscritto al World Touring Car Cup (WTCR) due Alfa Romeo Giulietta QV, con alla guida Gianni Morbidelli che ha corso nella prima parte di stagione venendo poi sostituito da Kevin Ceccon (che ha vinto una gara a Suzuka) e Fabrizio Giovanardi sostituito nel round di Suzuka da Luigi Ferrara. Nel 2018 la vettura subisce un'ulteriore messa a punto, con la potenza che viene incrementata a circa 350 CV.
Per la stagione 2019 l'auto ha subito un'importante evoluzione aerodinamico ed è stata ribattezzata "Alfa Romeo Giulietta Veloce TCR". Il Team Mulsanne ha confermato Ceccon e ha ingaggiato Ma Qing Hua (ex pilota di Formula E e WTCC). Insieme alle vetture del WTCR, Romeo Ferrari ha allestito altre Giulietta per i vari campionati nazionali TCR come quelli in Italia, Regno Unito, Stati Uniti, Australia e Cina.
Nel 2020 la vettura sempre gestita dal Team Mulsanne e con alla guidata Jean-Karl Vernay, si è classificata nel World Touring Car Cup al 3º posto assoluto, vincendo anche il WTCR Trophy.

## Versioni per le forze dell'ordine

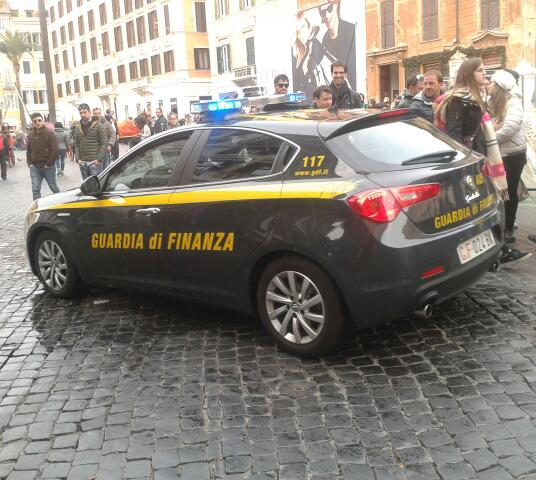
Una Giulietta in dotazione alla Guardia di Finanza

L'Alfa Romeo Giulietta, fin dalla sua introduzione, è stata impiegata dalle forze dell'ordine italiane.
La prima forza di polizia a usare la Giulietta è stata la Guardia di Finanza, che l'ha assegnata alle compagnie e ai comandi provinciali nella motorizzazione 2.0 JTDm da 150 CV; la vettura ha una velocità massima di 210 km/h ed è in grado di scattare da 0 a 100 km/h in 8,8 secondi.
Nel dicembre 2016 anche la Polizia di Stato ha introdotto le Giulietta, ma in versione 1.6 JTDm da 120 CV e affidandole ai Reparti Prevenzione Crimine e ai commissariati; la stessa versione è stata assegnata dall'Arma dei Carabinieri alle Compagnie di Intervento Operativo e alle Pattuglie mobili di zona.
Nell'estate del 2017 le Giulietta sono state arruolate anche nella Polizia stradale.
Dal 2018, invece, la polizia ha introdotto le Giulietta 2.0 JTDm da 150 CV assegnandole alle Squadre Volanti delle Questure, e lo stesso ha fatto l'Arma dando la suddetta versione ai nuclei operativi radiomobili.

## Riconoscimenti
La Giulietta si è classificata al secondo posto nell'edizione 2011 del premio Auto dell'anno.
In Italia è stata eletta Auto Europa 2011 dall'Unione Italiana Giornalisti dell'Automotive durante il Motor Show di Bologna del 2010. Nel dicembre del 2010 la Giulietta è stata premiata in Francia come Compact Car of the Year durante il concorso Trophèes L'argus e in Repubblica Ceca con il premio Czech Republic Car of the Year 2011. Sempre nel 2011 ha ricevuto il premio Auto Europa.
Lo spot televisivo della Giulietta, con protagonista l'attrice statunitense Uma Thurman, ha vinto il premio come migliore campagna dell'anno 2011 agli NC Awards.
Il 26 maggio 2014 la Giulietta ha ricevuto una menzione d'onore da parte dell'Associazione per il disegno industriale alla XXIII edizione del Compasso d'oro. Conferito nella categoria Design per il lavoro, si tratta di un riconoscimento nel campo della progettazione e del design industriale che premia beni ritenuti d'eccellenza e di elevato valore storico artistico o progettuale, o che hanno raggiunto importanti livelli tecnologici o progettuali al fine di migliorare la vita dell'uomo.